# 中村日赤駅

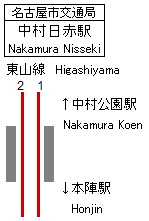
配線図

中村日赤駅（なかむらにっせきえき）は、愛知県名古屋市中村区道下町三丁目にある、名古屋市営地下鉄東山線の駅である。駅番号はH05。
日本赤十字社愛知医療センター名古屋第一病院（中村日赤）の最寄り駅である。

## 歴史
- 1969年（昭和44年）4月1日：開業。
- 2011年（平成23年）2月11日：manaca運用開始。
- 2015年（平成27年）10月5日：可動式ホーム柵使用開始。

## 駅構造
相対式2面2線のホームをもつ地下駅で可動式ホーム柵が設置されている。それぞれのホームに改札口があり、各ホームは線路の下を通る連絡通路でつながっている。北改札口は地上にあり、上層部は3階建てのビルになっている。南改札口は地下にあり、2番ホームに直接繋がっている。
藤が丘方面の1番ホーム及び高畑方面の2番ホームには、それぞれ北改札口及び南改札口につながるエレベーターが1基ずつある。ただし、各ホームを結ぶ連絡通路は階段しかないため、車椅子等での利用の場合、目的地となる駅を確認してから、あらかじめ出入口を選ぶ必要がある。これは同様の構造を持つ新栄町駅についても同様である。
南改札口から直接名古屋第一病院へ通じる地下連絡通路が、7時から22時まで利用可能である。
当駅は、東山線駅務区名古屋管区駅の管轄である。なお、駅業務は2016年（平成28年）4月1日より縁エキスパート株式会社へ委託されている。北改札口が入るビルには委託先の縁エキスパートの地下鉄事業所が入っている。

### のりば
| ホーム | 路線   | 行先                   |
| ------ | ------ | ---------------------- |
| 1      | 東山線 | 名古屋・栄・藤が丘方面 |
| 2      | 東山線 | 中村公園・高畑方面     |

## 利用状況
- 2019年（令和元年）度の1日当たり平均乗車人員は、4,994人である。
- 隣の本陣駅、中村公園駅のいずれにも近いため、東山線では亀島駅に次いで2番目に乗車人員が少ない。

## 駅周辺
- 日本赤十字社愛知医療センター名古屋第一病院
- 中村保健センター
- 中村公園
  - 豊国神社
  - 常泉寺
  - 妙行寺
  - 中村公園文化プラザ
    - 秀吉清正記念館
    - 名古屋市中村図書館
    - 名古屋市中村文化小劇場（名古屋市文化小劇場）

  - 中村スポーツセンター
  - 名古屋競輪場
- 名古屋市立中村小学校
- 鵜飼病院
- 中京温泉
- ピアゴ中村店
- 鳥居通（名古屋市道鳥居線）

## バス路線
名古屋市営バス：「鳥居通三丁目」バス停
- 名駅25：名古屋駅 - 鳥居通三丁目 - 名古屋駅
- 中村巡回：本陣 - 鳥居通三丁目 - 稲西車庫
- 稲・本：稲西車庫 - 鳥居通三丁目 - 本陣（平日と土曜日のみ運行）

## その他
トランパス対応カードで入場した場合、券面には「日赤」と表示される。

## 隣の駅
名古屋市営地下鉄
 東山線
中村公園駅 (H04) - 中村日赤駅 (H05) - 本陣駅 (H06)
- ()内は駅番号を示す。